# Le Pionnier de Sherbrooke
Pour les articles homonymes, voir Le Pionnier.

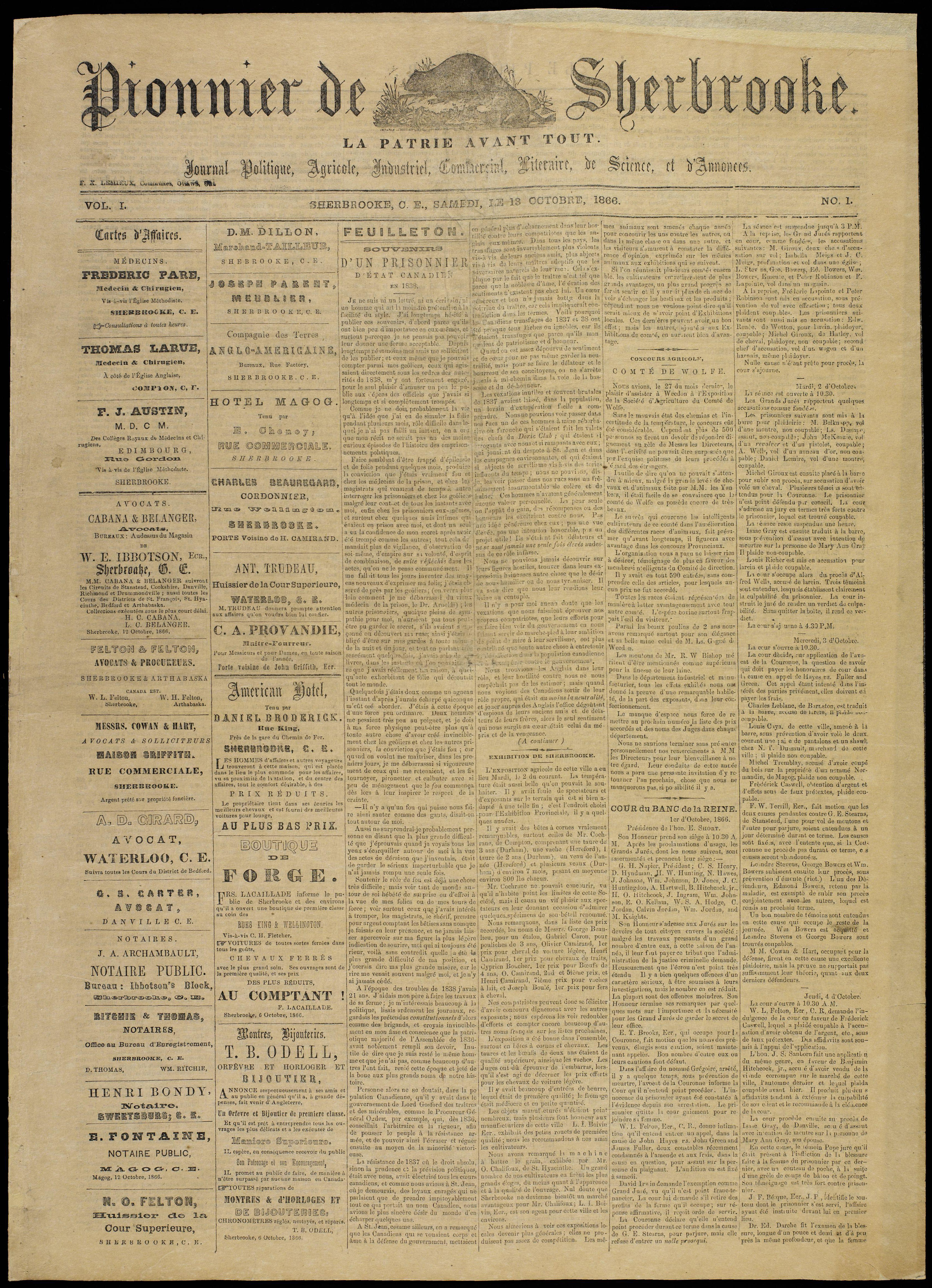
Première page du premier numéro du Pionnier de Sherbrooke.

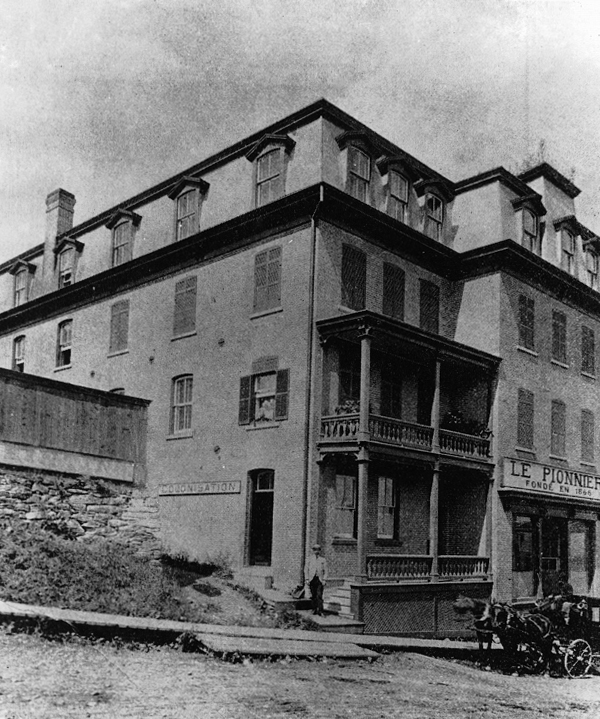
Façade de l'imprimerie du Pionnier de Sherbrooke et de La Colonisation (vers 1890).

Le Pionnier de Sherbrooke, contextuellement abrégé en Le Pionnier, est le premier journal francophone de Sherbrooke. Il est cofondé le 13 octobre 1866 par Hubert-Charron Cabana (1838-1901) et Louis-Charles Bélanger (1840-1918). Cabana s'occupe de l'administration et des finances, alors que Bélanger se charge de la rédaction.
En 1874, Bélanger quitte Le Pionnier et fonde Le Progrès, lequel sera absorbé par Le Pionnier en 1878, avant de renaitre de manière indépendante en 1883.
En 1886, Le Pionnier tombe sous la direction de Jérôme-Adolphe Chicoyne. Celui-ci s'occupe du Pionnier à titre de directeur et de rédacteur de mars 1886 à avril 1889. Durant cette période, il fonde un autre petit périodique nommé La Colonisation, dont il assure la direction jusqu’en 1896. En 1887 et 1888, il fait construire un bâtiment sur la rue Marquette, où il emménage avec sa famille et installe les bureaux du Pionnier et de La Colonisation.
En 1899, Chicoyne décide d'ouvrir un bureau du Pionnier de Sherbrooke à Montréal, dans l'optique de publier deux éditions du journal. Il se rend alors à Montréal avec Amédée Denault, nouveau secrétaire à la rédaction du Pionnier, et Joseph Bégin pour fusionner Le Pionnier avec le journal Les Débats. Devant la résistance d'Olivar Asselin et de Louvigny de Montigny, qui menacent de déclencher une grève, ils renoncent.
En mai 1901, Le Pionnier déménage ses locaux à Montréal. Le Pionnier commence alors à être publié comme journal du dimanche dans la métropole. Il partage les bureaux du Monde illustré, et intègre des membres de l'équipe des Débats, comme Éva Circé et Olivar Asselin. En août 1901, Louis-Gaspard Robillard achète le journal et conserve Denault comme directeur de la rédaction.
À son 35e anniversaire, le 13 octobre 1901, Le Pionnier compte dans son équipe de rédaction nombre de journalistes et intellectuels bien connus à l'époque dont Éva Circé-Côté (alias Colombine), Édouard-Zotique Massicotte, Adjutor Rivard, Omer Héroux, Olivar Asselin, Madeleine Huguenin (alias Myrto), Arthur Sauvé, Frédéric Pelletier, Joseph Royal, Louvigny de Montigny, Charles Thibault, Germain Beaulieu, Pascal Poirier, Albert Lozeau et Jérôme-Adolphe Chicoyne. Cet anniversaire est célébré au Théâtre national le 20 octobre 1901, où Henri Bourassa donne une conférence. Boulanger, Chicoyne et Denault se réunissent avec des membres de leur équipe dont leur correspondant Adjutor Rivard.
Après avoir été racheté par Chicoyne en mai 1902, le journal disparait « de façon mystérieuse ». À cette occasion l'équipe du journal Les Débats signale qu'elle avait vécu des frictions avec ses responsables, Denault et Robillard. Notons que, quelques mois auparavant, Robillard s'était exilé aux États-Unis. Après la disparition du Pionnier en 1902, son concurrent Le Progrès devient le seul journal francophone de Sherbrooke, jusqu'à la fondation en 1910 de La Tribune.
Selon Les Débats, le journal Le Pionnier renait à Valleyfield sous la direction d'Amédée Denault en 1903, après être « [n]é à Sherbrooke, mort deux fois à Montréal ». Notons que de 1907 à 1912, Amédée Denault a édité un autre journal aussi nommé Le Pionnier à Nominingue, pour succéder à L'ami du colon qu'il a publié de 1906 à 1907.

## Idéologies
Le Pionnier prônait « l'union entre les deux groupes linguistiques de la région, les anglophones et les francophones ». Il se serait ainsi démarqué de la presse de son époque pour avoir « insisté sur la communauté d'intérêts et de buts qui unissent tous les Canadiens ». Dans le premier numéro du journal, ses fondateurs écrivent ceci :
Lorsque par cet organe les Canadiens Français prouveront à leurs compatriotes d'origine différente que, loin de vouloir faire bande à part, comme on parait malheureusement le croire, ils ne veulent au contraire que suivre en tout et partout la voix de la modération et de la conciliation, qu'ils désirent ardemment la disparition complète de ces déplorables préjugés de race et de religion, dont les conséquences sont parfois si funestes; qu'ils déplorent grandement ces brûlants appels au fanatisme religieux et national, qui ne servent qu'à la dissension et la discorde, sans certainement produire aucun bien, alors les plus sensés, d'entre ces derniers, qui sont assurément la grande majorité, diront d'un commun accord : notre défiance est mal fondée; n'écoutons plus ces écrivailleurs écervelés, qui toujours des yeux de leur imagination malade, ne voient chez les Canadiens Français que désir d'oppression et de tyrannie, unissons-nous une bonne fois, et comme un seul homme travaillons de tout cœur, à l'ombre du glorieux drapeau Britannique, au bonheur de notre Canada. Sous ce rapport un journal français est incontestablement utile.
Comme le précisent Beaulieu et Jean Hamelin, « le programme du Pionnier ne se résume pas à cette profession de foi; il appartient, par ailleurs, à une religion, la catholique; il est attaché à un parti politique, le parti libéral-conservateur. »
Les relations des valeurs et idées de cet hebdomadaire avec la pensée de Louis-Charles Bélanger, de 1866 à 1974, ont fait l'objet d'un mémoire de maitrise dans lequel certains aspects idéologiques de l'hebdomadaire sont mis en évidence.
Une étude de la représentation des lectrices dans ce journal montre qu'il adhérait à la distinction des rôles genrés typiques de son époque, associant davantage les femmes à la sphère privée et davantage les hommes à la sphère publique, sans pour autant en faire des sphères totalement étanches.